# Les Concerts en Chine
Les Concerts en Chine (The Concerts in China en inglés y Los conciertos en China en español), es un álbum grabado por Jean Michel Jarre, en vivo y en estudio, en el año 1981 en Pekín y Shanghái; y publicado en 1982.
Este álbum contiene temas de trabajos anteriores como Équinoxe y Les Chants magnétiques.
Incluye también temas compuestos exclusivamente para los conciertos, estos temas son: «Night in Shanghai», «Laser Harp», «Arpegiator», «Orient Express», «Souvenir of China» y «Fishing Junks at Sunset» (este último es una interpretación de una melodía tradicional de China).
«Souvenir of China» es un tema compuesto por Jean Michel Jarre tras su visita al gigante asiático, por lo que no fue interpretada en directo (la primera vez que fue tocada en directo en China fue en 1994, en Hong Kong). Desde su aparición en este disco ha sido una pieza muy reiterada en sus conciertos.
Grabó estas canciones con The Peking Conservatoire Symphony Orchestra, con la que participó en la interpretación de la melodía tradicional china «Fishing Junks At Sunset».
El álbum fue lanzado originalmente como un disco doble LP y luego como un disco doble CD (carátula de color rojo). También hubo una publicación del CD en dos volúmenes separados, en esta edición el color de la carátula cambia a azul (Vol. 1) y amarillo (Vol. 2).
En 1997 fue lanzado en un solo disco CD remasterizado, hecho posible por la reducción del tiempo total en unos segundos del disco doble de 78:17, mediante la reducción de las brechas y el ruido de la audiencia entre las pistas.
Fue grabado con el sello discográfico Disques Dreyfus.
En 2018, en una entrevista, Jean Michel Jarre reconoce que el álbum no fue un compilado de los conciertos, sino un álbum en estudio inspirado en los conciertos.

## Pistas

### Primera edición (1982)
En su formato original (de 2 volúmenes) en LP, CD, así como posteriormente en casete, la distribución es la siguiente:
| Vol. 1 / Cara 1 |                                                                                |        |                 |          |  |
| N.º             | Título                                                                         | Música | Álbum original  | Duración |  |
| 1.              | «The Overture» (Versión lenta del tema Magnetic Fields (Part 1), subparte "a") | Jarre  | Magnetic Fields | 4:47     |  |
| 2.              | «Arpegiator»                                                                   | Jarre  | Tema nuevo      | 6:54     |  |
| 3.              | «Equinoxe (Part 4)»                                                            | Jarre  | Equinoxe        | 7:49     |  |
| 19:30           |                                                                                |        |                 |          |  |

| Vol. 1 / Cara 2 |                                                      |                                                         |                |          |  |
| N.º             | Título                                               | Música                                                  | Álbum original | Duración |  |
| 4.              | «Fishing Junks At Sunset»                            | Jarre (ft. The Peking Conservatoire Symphony Orchestra) | Tema nuevo     | 9:38     |  |
| 5.              | «Band In The Rain» (Equinoxe (Part 8), subparte "a") | Jarre                                                   | Equinoxe       | 1:29     |  |
| 6.              | «Equinoxe (Part 7)»                                  | Jarre                                                   | Equinoxe       | 9:55     |  |
| 21:02           |                                                      |                                                         |                |          |  |

En el CD la distribución es la misma pero de corrido. La duración CD vol. 1 es 40:32.

| Vol. 2 / Cara 3 | |        |                 |          |  |
| N.º             | Título                                                                                                  | Música | Álbum original  | Duración |  |
| 1.              | «Orient Express»                                                                                        | Jarre  | Tema nuevo      | 4:22     |  |
| 2.              | «Magnetic Fields (Part 1)» (No corresponde al original, sólo se oye el sonido de un juego de Ping Pong) | Jarre  | ---             | 0:21     |  |
| 3.              | «Magnetic Fields (Part 3)»                                                                              | Jarre  | Magnetic Fields | 3:49     |  |
| 4.              | «Magnetic Fields (Part 4)»                                                                              | Jarre  | Magnetic Fields | 6:49     |  |
| 5.              | «Laser Harp» (No es igual a "Third Rendez-Vous", el cual tiene como apodo "Laser Harp")                 | Jarre  | Tema nuevo      | 3:47     |  |
| 19:08           | |        |                 |          |  |

| Vol. 2 / Cara 4 |                                                                     |        |                 |          |  |
| N.º             | Título                                                              | Música | Álbum original  | Duración |  |
| 6.              | «Night in Shangai»                                                  | Jarre  | Tema nuevo      | 7:02     |  |
| 7.              | «The Last Rumba» (Originalmente llamado "Magnetic Fields (Part 5)") | Jarre  | Magnetic FIelds | 2:11     |  |
| 8.              | «Magnetic Fields (Part 2)»                                          | Jarre  | Magnetic Fields | 6:26     |  |
| 9.              | «Souvenir of China» (Único tema que no es grabado en vivo)          | Jarre  | Tema nuevo      | 3:54     |  |
| 19:33           |                                                                     |        |                 |          |  |

En el CD la distribución es la misma pero de corrido. La duración CD vol. 2 es 38:41.
Los CD se vendieron de manera conjunta (CD doble) y también cada volumen por separado.

### Segunda edición (1997)
En 1997 se remasteriza a un solo CD de doble duración con el mismo contenido que los 2 volúmenes anteriores, recortando unos segundos los aplausos entre canciones:

| CD único | |                                                         |                 |          |  |
| N.º      | Título                                                                                                  | Música                                                  | Álbum original  | Duración |  |
| 1.       | «The Overture» (Versión lenta del tema Magnetic Fields (Part 1), subparte "a")                          | Jarre                                                   | Magnetic Fields | 4:47     |  |
| 2.       | «Arpegiator»                                                                                            | Jarre                                                   | Tema nuevo      | 6:51     |  |
| 3.       | «Equinoxe (Part 4)»                                                                                     | Jarre                                                   | Equinoxe        | 7:39     |  |
| 4.       | «Fishing Junks At Sunset»                                                                               | Jarre (ft. The Peking Conservatoire Symphony Orchestra) | Tema nuevo      | 9:35     |  |
| 5.       | «Band In The Rain» (Equinoxe (Part 8), subparte "a")                                                    | Jarre                                                   | Equinoxe        | 1:23     |  |
| 6.       | «Equinoxe (Part 7)»                                                                                     | Jarre                                                   | Equinoxe        | 9:52     |  |
| 7.       | «Orient Express»                                                                                        | Jarre                                                   | Tema nuevo      | 4:21     |  |
| 8.       | «Magnetic Fields (Part 1)» (No corresponde al original, sólo se oye el sonido de un juego de Ping Pong) | Jarre                                                   | ---             | 0:28     |  |
| 9.       | «Magnetic Fields (Part 3)»                                                                              | Jarre                                                   | Magnetic Fields | 3:48     |  |
| 10.      | «Magnetic Fields (Part 4)»                                                                              | Jarre                                                   | Magnetic Fields | 6:43     |  |
| 11.      | «Laser Harp» (No es igual a "Third Rendez-Vous", el cual tiene como apodo "Laser Harp")                 | Jarre                                                   | Tema nuevo      | 3:26     |  |
| 12.      | «Night in Shangai»                                                                                      | Jarre                                                   | Tema nuevo      | 7:02     |  |
| 13.      | «The Last Rumba» (Originalmente llamado "Magnetic Fields (Part 5)")                                     | Jarre                                                   | Magnetic Fields | 2:03     |  |
| 14.      | «Magnetic Fileds (Part 2)»                                                                              | Jarre                                                   | Magnetic Fields | 6:19     |  |
| 15.      | «Souvenir of China» (Único tema que no es grabado en vivo)                                              | Jarre                                                   | Tema nuevo      | 4:00     |  |
| 78:17    | |                                                         |                 |          |  |

## Bootleg del primer concierto en Pekín
En internet existe un álbum no oficial (una "rareza") que contiene seis temas correspondientes al primer concierto en Pekín (21 de octubre de 1981), del cual sólo algunos temas están incluidos en The Concerts in China. Este se puede encontrar solamente en algunos blogs de fanes de Jarre.
| Bootleg Primer concierto en Pekín |                            |                                                         |                 |          |  |
| N.º                               | Título                     | Música                                                  | Álbum original  | Duración |  |
| 1.                                | «Oxygene (Part 1)»         | Jarre                                                   | Oxygene         | 6:58     |  |
| 2.                                | «Oxygene (Part 2)»         | Jarre                                                   | Oxygene         | 8:28     |  |
| 3.                                | «Equinoxe (Part 7)»        | Jarre                                                   | Equinoxe        | 5:28     |  |
| 4.                                | «Fishing Junks At Sunset»  | Jarre (ft. The Peking Conservatoire Symphony Orchestra) | Tema nuevo      | 18:00    |  |
| 5.                                | «Magnetic Fields (Part 1)» | Jarre                                                   | Magnetic Fields | 6:31     |  |
| 6.                                | «Magnetic Fields (Part 2)» | Jarre                                                   | Magnetic Fields | 5:29     |  |
| 50:54                             |                            |                                                         |                 |          |  |

## Otras versiones
| Tema                    | Álbum / Concierto                                      | Año         | Nombre alternativo | Observaciones |
| ----------------------- | ------------------------------------------------------ | ----------- | ------------------ | --- |
| Arpegiator              | The Essential Jean-Michel Jarre                        | 1983        |                    | |
| Arpegiator              | Essentials & Rarities                                  | 2011        |                    | |
| Fishing Junks At Sunset | Hong Kong                                              | 1994        |                    | En la primera edición del álbum iba íntegro, dividido en dos partes. En la segunda edición, sólo la primera parte se mantuvo. |
| Fishing Junks At Sunset | Live in Beijing / Jarre in China                       | 2004 / 2005 |                    | |
| Orient Express          | The Essential Jean-Michel Jarre                        | 1983        |                    | |
| Orient Express          | Images - The Best of Jean-Michel Jarre ()              | 1991        |                    | Versión estudio |
| Orient Express          | Images - The Best of Jean-Michel Jarre (remasterizado) | 1997        |                    | Versión estudio |
| Souvenir of China       | The Essential Jean-Michel Jarre                        | 1983        |                    | |
| Souvenir of China       | Rendez-Vous Houston                                    | 1986        |                    | |
| Souvenir of China       | Rendez-vous Lyon / Cities In Concert, Houston-Lyon     | 1986 / 1987 |                    | |
| Souvenir of China       | Paris La Defence                                       | 1990        |                    | |
| Souvenir of China       | Hong Kong                                              | 1994        |                    | |
| Souvenir of China       | Concert Pour La Tolerance                              | 1995        |                    | |
| Souvenir of China       | Oxygene Tour                                           | 1997        |                    | |
| Souvenir of China       | Oxygene in Moscow                                      | 1997        |                    | |
| Souvenir of China       | Jarre@ iMac night Apple Expo                           | 1998        |                    | |
| Souvenir of China       | The Twelve Dreams of the Sun                           | 1999 / 2000 |                    | |
| Souvenir of China       | Hymn to the Akropolis                                  | 2001        |                    | |
| Souvenir of China       | Aero - Tribute to the Wind                             | 2002        |                    | Versión AERO |
| Souvenir of China       | AERO                                                   | 2004        |                    | Versión AERO |
| Souvenir of China       | Live in Beijing / Jarre in China                       | 2004 / 2005 |                    | Versión AERO |
| Souvenir of China       | Salle des Étoiles                                      | 2005        |                    | Versión AERO |
| Souvenir of China       | Space of Freedom                                       | 2005        | Souvenir           | Versión AERO |
| Souvenir of China       | Water for Life                                         | 2006        |                    | Versión AERO |
| Souvenir of China       | Indoors arena tour                                     | 2009 - 2011 |                    | |
| Souvenir of China       | Essentials & Rarities                                  | 2011        |                    | |
| Souvenir of China       | Live in Monaco                                         | 2011        |                    | |